# Operation Musketeer (Kernwaffentest)
Die Operation Musketeer war eine Serie von 15 US-amerikanischen Kernwaffentests, die 1986 und 1987 auf der Nevada Test Site in Nevada durchgeführt wurde.

## Die einzelnen Tests der Musketeer-Serie
| #  | Bombe                                                                             | Datum / Zeit (GMT)           | Testgelände                   | Testart | Sprengkraft   | Anmerkungen                                           |
| -- | --------------------------------------------------------------------------------- | ---------------------------- | ----------------------------- | ------- | ------------- | ----------------------------------------------------- |
| 1  | Belmont                                                                           | 16. Oktober 1986 13:40 Uhr   | Area 20as                     | Schacht | 20 bis 150 kT |                                                       |
| 2  | Gascon                                                                            | 14. November 1986 13:40 Uhr  | Area 4t                       | Schacht | 20 bis 150 kT |                                                       |
| 3  | Bodie                                                                             | 13. Dezember 1986 13:40 Uhr  | Area 20ap                     | Schacht | 20 bis 150 kT |                                                       |
| 4  | Hazebrook-Emerald (Green) Hazebrook-Checkerberry (Red) Hazebrook-Apricot (Orange) | 3. Februar 1987 13:40 Uhr    | Area 10bh Area 10bh Area 10bh | Schacht | <20 kT        | Simultanzündung verschiedener Bomben in einem Schacht |
| 5  | Tornero                                                                           | 11. Februar 1987 13:40 Uhr   | Area 3ll                      | Schacht | 20 bis 150 kT |                                                       |
| 6  | Middle Note                                                                       | 18. März 1987 13:40 Uhr      | Area 12n.21                   | Schacht | 20 bis 150 kT |                                                       |
| 7  | Delamar                                                                           | 18. April 1987 13:40 Uhr     | Area 20at                     | Schacht | 20 bis 150 kT |                                                       |
| 8  | Presidio                                                                          | 22. April 1987 15:00 Uhr     | Area 6d                       | Schacht | <20 kT        |                                                       |
| 9  | Hardin                                                                            | 30. April 1987 13:30 Uhr     | Area 20av                     | Schacht | 20 bis 150 kT |                                                       |
| 10 | Brie                                                                              | 18. Juni 1987 15:20 Uhr      | Area 10cc                     | Schacht | <20 kT        |                                                       |
| 11 | Mission Ghost                                                                     | 20. Juni 1987 16:00 Uhr      | Area 12t.09                   | Tunnel  | <20 kT        |                                                       |
| 12 | Panchuela                                                                         | 30. Juni 1987 16:05 Uhr      | Area 3mg                      | Schacht | <20 kT        |                                                       |
| 13 | Midland                                                                           | 16. Juli 1987 19:00 Uhr      | Area 7by                      | Schacht | 20 bis 150 kT |                                                       |
| 14 | Tahoka                                                                            | 13. August 1987 14:00 Uhr    | Area 3mf                      | Schacht | 20 bis 150 kT |                                                       |
| 15 | Lockney                                                                           | 24. September 1987 15:00 Uhr | Area 19aq                     | Schacht | 20 bis 150 kT |                                                       |